# Уитни (връх)
Уитни (на английски: Mount Whitney) е най-високият връх в Калифорния, както и най-високият връх на континенталните щати (Долни 48) и Сиера Невада със своята надморска височина от 4421 m. Намира се на границата между калифорнийски окръзи Иньо и Тюлери, на 136,2 km западно от най-ниската точка в Северна Америка при Бедуотър в Долината на смъртта (86 m под морското равнище). Западният склон на върха попада в националния парк Секвоя, а източният склон е в националната гора Иньо.

## География
Върхът на Уитни се намира на гребена Сиера. Разположен е в близост до много от най-високите върхове на Сиера Невада. Върхът се извисява стръмно над долината Оуенс, а се издига по-полегато на запад.
Върхът частично има формата на купол, като от страните му се разпростират назъбени хребети. Уитни се намира над дървесната линия и има планински климат и екология. Много малко растения растат близо до върха. Едно от тях е Polemonium eximium, което е с нисък профил. Единствените животни са преходни, като например пеперудата Parnassius phoebus и птицата Leucosticte tephrocotis.

### Хидрология
Върхът е най-високата точка на вододела на Големия басейн. Водните пътища на западния склон на върха се стичат към потока Уитни, който се влива в река Керн. От своя страна тя се влива в басейна на езеро Тюлери. През много влажни години, водата прелива от Тюлери в река Сан Уакин, която се влива в Тихия океан. От изток, водата от връх Уитни се стича към потока Лоун Пайн, който се влива в река Оуенс, която на свой ред се влива в езерото Оуенс, безотточно езеро в Големия басейн.

### Надморска височина
Оценката на надморската височина на върха на Уитни се променя няколкократно през годините. Технологията за измерване на височината днес е по-прецизна, а вертикалната координатна система е променена. Върхът често е посочван за висок 4418 m и това е надморската височина, щампована на месинговия реперен диск на върха. Използвайки нова вертикална геодезична система от 1988 г., реперът днес се счита да е на височина от 4421 m.

## Геология
Източният склон на Уитни е много по-стръмен, отколкото западния, тъй като цялата Сиера Невада е резултат на разломен блок, който е аналогичен на врата на изба: вратата е закрепена на запад и бавно се издига на изток.
Издигането е причинен от разломна система, която върви по дължина на източната основа на Сиера Невада, под Уитни. Следователно, гранитът, изграждащ Уитни, е същият като гранита, изграждащ Алабама Хилс на няколко хиляди метра по-надолу. Наддигането на Уитни (и снижаването на долината Оуенс) се дължи на същите геоложки сили, които са създали Провинцията на долините и хребетите: кората на междупланинския запад бавно бива разтягана.
Гранитът, който образува Уитни, е част от батолита на Сиера Невада. През креда маси от разтопени скали, произлизащи от субдукцията започват да се издигат под това, което е днес Уитни, и се втвърдяват, за да образуват големи гранитни ширини. През последните 2 – 10 милиона години Сиера Невада се издига, което позволява на ледниковата и речната ерозии да оголят горните слоеве скала и да изложат устойчивия гранит, който съставлява върха на Уитни днес.

## Изследване
През юли 1864 г. членове на Калифорнийското геложко проучване наименуват върха в чест на Джозая Уитни, щатския геолог на Калифорния и благотворител на проучването. По време на същата експедиция геологът Кларънс Кинг се опитва да изкачи Уитни от западния склон, но спира преди да го направи. През 1871 г. Кинг се завръща да изкачи Уитни, но след като поема друг подход, изкачва съседния връх Лангли. След като научава за грешката си през 1873 г., Кинг накрая завършва изкачването си на Уитни, но го прави един месец след първото записано изкачване на върха. Само месец по-рано, на 18 август 1873 г., Чарлс Бигол, А. Х. Джонсън и Джон Лукас, всички от близкото селище Лоун Пайн, стават първите изкачили върха, по време на рибарско пътуване до близкия каньон Керн. Те наричат върха Фишърманс пийк.
През 1881 г. Самюъл Лангли остава известно време на върха, провеждайки ежедневни наблюдения върху слънчевата топлина. Северните паюти наричат върха Too-man-i-goo-yah, което ще рече „много стар човек“. Те вярват, че Великият дух, който цари над съдбата на народа им, някога е живял във върха.
През 1891 г. Геологическата топографска служба на САЩ решава да признае по-ранното име Уитни. Въпреки че губят предпочитаното си наименование, жителите на Лоун Пайн финансират първата пътека до върха, завършена на 22 юли 1904 г. Само четири дни по-късно новата пътека отчита и първия смъртен случай на Уитни. Служител на Националната служба за опазване на рибата и дивите животни е ударен и убит от мълния, докато си яде обяда на върха. В отговор на тази случка, е започнато строителството на хижа на върха, което бива завършено през 1909 г.
След Втората световна война започва движение за преименуване на върха на Уинстън Чърчил, но името Уитни е запазено въпреки това.